# La unidad (serie de televisión)
La unidad es una serie española de televisión, original de Movistar+, emitida entre 2020 y 2023. La serie narra el trabajo que realiza una unidad antiterrorista de la Comisaría General de Información de la policía española. La serie consta de tres temporadas de seis capítulos cada una (18 capítulos en total), con una duración de aproximadamente 50 minutos por episodio.
La primera temporada se estrenó el 15 de mayo de 2020. Tras los buenos resultados, la serie fue renovada para una segunda temporada que se emitió el 18 de marzo de 2022. El éxito de esta segunda tanda de episodios propició la renovación para una tercera temporada, esta vez titulada «Kabul», y que fue estrenada el 18 de mayo de 2023.
Creada y dirigida por Dani de la Torre, (El desconocido, La sombra de la ley), es producida por Vaca Films (primera temporada) y Buendía Estudios (segunda temporada) para Movistar+ Esta protagonizada por Nathalie Poza, Michel Noher, Marian Álvarez, Luis Zahera, Raúl Fernández, Fele Martínez y Carlos Blanco Vila. Está basada en los testimonios inéditos de altos profesionales de la lucha antiterrorista y transcurre en España, Francia y Marruecos.

## Sinopsis
La Unidad de la Investigación Policial detiene a Salah Al Garheeb, el terrorista internacional más buscado, y debe hacer frente a la oleada de atentados terroristas que ha generado tal detención, anticipando y evitando tales actos.

## Personajes

### Elenco principal
| Intérprete              | Personaje              | Temporadas            | Temporadas            | Temporadas |
| Intérprete              | Personaje              | 1                     | 2                     | 3          |
| ----------------------- | ---------------------- | --------------------- | --------------------- | ---------- |
| Nathalie Poza           | Carla Torres           | Principal             | Principal             | Principal  |
| Michel Noher            | Marcos Cobos           | Principal             | Principal             | Principal  |
| Marian Álvarez          | Miriam                 | Principal             | Principal             | Principal  |
| Luis Zahera             | Sergio †               | Principal             | Colaboración especial |            |
| Raúl Fernández de Pablo | Roberto                | Principal             | Principal             |            |
| Carlos Blanco           | Ramón †                | Principal             | Principal             |            |
| Hamid Krim              | Abdel Khader Maalouf † | Principal             |                       |            |
| Mourad Ouani            | Tarek                  | Principal             |                       |            |
| Fele Martínez           | Ernesto Sanabria †     | Colaboración especial | Colaboración especial |            |
| Francesc Orella         | Jesús Jiménez          | Colaboración especial |                       |            |
| Fariba Sheikhan         | Najwa †                | Recurrente            | Principal             | Principal  |
| Kaabil Sekali           | Omar Al Hassan         |                       | Principal             |            |
| Mekki Kadiri            | Ismail Jhamid          | Recurrente            | Principal             |            |
| Alba Bersabé            | Lúa Cobos Torres       | Recurrente            | Principal             | Invitada   |
| Mehdi Regragui          | Massoud                |                       |                       | Principal  |
| Shabnam Rahimi          | Fazela Daulat          |                       |                       | Principal  |
| Xavi Mira               |                        |                       |                       | Principal  |
| Íñigo de la Iglesia     |                        |                       |                       | Principal  |
| Camino Fernández        |                        |                       |                       | Principal  |

### Reparto principal
- Nathalie Poza como Carla Torres (Temporada 1, temporada 2 y temporada 3)
- Michel Noher como Marcos Cobos (Temporada 1, temporada 2 y temporada 3)
- Marian Álvarez como Miriam (Temporada 1, temporada 2 y temporada 3)
- Luis Zahera como Sergio (Temporada 1 y temporada 2)
- Raúl Fernández como Roberto (Temporada 1 y temporada 2)
- Carlos Blanco como Ramón (Temporada 1 y temporada 2)
- Hamid Krim como Abdel Khader Maalouf (Temporada 1)
- Mourad Ouani como Tarek (Temporada 1)
- Fele Martínez como Ernesto Sanabria (Temporada 1 y temporada 2)
- Francesc Orella como Jesús Jiménez (Temporada 1)
- Fariba Sheikhan como Nawja (Temporada 1 recurrente; temporadas 2 y 3 principal)
- Alberto Medeiros como Alberto (Temporada 1 recurrente; temporada 2 recurrente)
- Kaabil Sekali como Al Hassan (Temporada 2)
- Mekki Kadiri como Ismail (Temporada 1 recurrente; temporada 2 principal)
- Alba Bersabé como Lúa Cobos Torra (Temporada 1 recurrente; temporada 2 principal)
- Aroa Rodríguez como Kala (Temporada 2)

### Reparto secundario
- Pepo Oliva como Alberto Torres (Temporada 1 y temporada 2)
- Sara Sanz como Noe
- Intissar El Meskine como Nahila
- Amina Leony como Amina (Temporada 1 y temporada 2)
- Moussa Echarif como Myaz-Rodríguez (Temporada 1 y temporada 2)
- Bouzan Hadawi como Nadim Al Garheeb
- Said El Mouden como Salah Al Garheeb
- Lourdes Bermúdez como Basma
- Jaime Nava de Olano como jefe equipo GEOs (Temporada 1 y temporada 2)
- Fran Cantos como Álvaro (Temporada 2)
- Juan G. Verdu como Resp. Campo de Golf

## Episodios

### Primera temporada (2020)
| N.º | Título       | Dirigido por     | Escrito por                                                                      | Fecha de lanzamiento original |
| --- | ------------ | ---------------- | -------------------------------------------------------------------------------- | ----------------------------- |
| 1   | «Episodio 1» | Dani de la Torre | Argumento: Dani de la Torre y Alberto Marini Guion: Alberto Marini               | 15 de mayo de 2020            |
| 2   | «Episodio 2» | Dani de la Torre | Argumento: Dani de la Torre y Alberto Marini Guion: Alberto Marini y Amèlia Mora | 15 de mayo de 2020            |
| 3   | «Episodio 3» | Dani de la Torre | Argumento: Dani de la Torre y Alberto Marini Guion: Alberto Marini y Amèlia Mora | 15 de mayo de 2020            |
| 4   | «Episodio 4» | Dani de la Torre | Argumento: Dani de la Torre y Alberto Marini Guion: Alberto Marini y Amèlia Mora | 15 de mayo de 2020            |
| 5   | «Episodio 5» | Dani de la Torre | Argumento: Dani de la Torre y Alberto Marini Guion: Alberto Marini y Amèlia Mora | 15 de mayo de 2020            |
| 6   | «Episodio 6» | Dani de la Torre | Argumento: Dani de la Torre y Alberto Marini Guion: Alberto Marini               | 15 de mayo de 2020            |

### Segunda temporada (2022)
| N.º | Título       | Dirigido por                    | Escrito por | Fecha de lanzamiento original |
| --- | ------------ | ------------------------------- | --- | ----------------------------- |
| 1   | «Episodio 1» | Dani de la Torre                | Argumento: Dani de la Torre, Alberto Marini, Amelia Mora, Alfred Pérez-Fargas y Roger Danès Guion: Amelia Mora y Alberto Marini                      | 18 de marzo de 2022           |
| 2   | «Episodio 2» | Dani de la Torre                | Argumento: Dani de la Torre, Alberto Marini, Amelia Mora, Alfred Pérez-Fargas y Roger Danès Guion: Alfred Pérez-Fargas, Roger Danés y Alberto Marini | 18 de marzo de 2022           |
| 3   | «Episodio 3» | Dani de la Torre y Oskar Santos | Argumento: Dani de la Torre, Alberto Marini, Amelia Mora, Alfred Pérez-Fargas y Roger Danès Guion: Alfred Pérez-Fargas, Roger Danés y Alberto Marini | 18 de marzo de 2022           |
| 4   | «Episodio 4» | Dani de la Torre                | Argumento: Dani de la Torre, Alberto Marini, Amelia Mora, Alfred Pérez-Fargas y Roger Danès Guion: Amelia Mora y Alberto Marini                      | 18 de marzo de 2022           |
| 5   | «Episodio 5» | Dani de la Torre y Oskar Santos | Argumento: Dani de la Torre, Alberto Marini, Amelia Mora, Alfred Pérez-Fargas y Roger Danès Guion: Alberto Marini                                    | 18 de marzo de 2022           |
| 6   | «Episodio 6» | Dani de la Torre                | Argumento: Dani de la Torre, Alberto Marini, Amelia Mora, Alfred Pérez-Fargas y Roger Danès Guion: Alberto Marini                                    | 18 de marzo de 2022           |

### Tercera temporada:Kabul(2023)
| N.º | Título       | Dirigido por                    | Escrito por                                                                         | Fecha de lanzamiento original |
| --- | ------------ | ------------------------------- | ----------------------------------------------------------------------------------- | ----------------------------- |
| 1   | «Episodio 1» | Dani de la Torre                | Argumento: Dani de la Torre y Alberto Marini Guión: Juan Galiñanes y Alberto Marini | 18 de mayo de 2023            |
| 2   | «Episodio 2» | Dani de la Torre y Oskar Santos | Argumento: Dani de la Torre y Alberto Marini Guión: Amelia Mora y Alberto Marini    | 18 de mayo de 2023            |
| 3   | «Episodio 3» | Dani de la Torre y Oskar Santos | Argumento: Dani de la Torre y Alberto Marini Guión: Alberto Marini                  | 18 de mayo de 2023            |
| 4   | «Episodio 4» | Dani de la Torre y Oskar Santos | Argumento: Dani de la Torre y Alberto Marini Guión: Amelia Mora y Alberto Marini    | 18 de mayo de 2023            |
| 5   | «Episodio 5» | Dani de la Torre y Oskar Santos | Argumento: Dani de la Torre y Alberto Marini Guión: Alberto Marini                  | 18 de mayo de 2023            |
| 6   | «Episodio 6» | Dani de la Torre                | Argumento: Dani de la Torre y Alberto Marini Guión: Alberto Marini                  | 18 de mayo de 2023            |